# Хейг, Ник
Тайлер Никлаус (Ник) Хейг (англ. Tyler Nicklaus «Nick» Hague, род. 24 сентября 1975) — астронавт НАСА, 558-й космонавт мира, 342-й астронавт США. Полковник Космических сил США.
11 октября 2018 года на транспортного пилотируемого корабля (ТПК) «Союз МС-10» совершил суборбитальный полёт. В ходе полёта произошла авария ракеты-носителя «Союз-ФГ», после чего на высоте примерно 90 км сработала система аварийного спасения, спускаемый аппарат с экипажем приземлился на парашюте. За высокий профессионализм, проявленный в условиях повышенного риска для жизни, был награждён российским орденом Мужества.
14 марта 2019 года в составе экипажа ТПК «Союз МС-12» стартовал с «Гагаринского старта» космодрома Байконур к МКС. Выполнил космический полёт на Международную космическую станцию в качестве бортинженера по программе МКС-59/60, продолжительностью 202 суток 15 часов 44 минуты. Совершил три выхода в открытый космос общей продолжительностью — 19 часов 56 минут.
28 сентября 2024 года стартовал в качестве командира миссии SpaceX Crew-9 и участника экспедиции МКС-72 на многоразовом космическом корабле Crew Dragon компании SpaceX к МКС.

## Ранние годы, образование
Родился 24 сентября 1975 года в городе Беллвилл (штат Канзас) в семье Дона и Бев Хейг. Учился в начальной школе Пибоди-Бёрнс в Пибоди (штат Канзас), где его отец был директором этой школы. Своим родным городом Ник Хейг считает Хокси (штат Канзас), куда семья переехала после 1989 года, и где он в 1994 году окончил среднюю школу.
В мае 1998 года по окончании Академии ВВС США Хейг получил степень бакалавра наук в области астронавтики и звание второго лейтенанта ВВС США. Продолжил обучение в Массачусетском технологическом институте, по окончании которого в 2000 году получил степень магистра наук в области авиастроения и производства авиационно-космических систем.

## Военная служба
С августа 2000 года служил на авиабазе ВВС «Киртланд» в городе Альбукерке (штат Нью-Мексико), где занимался технологиями перспективных космических аппаратов и самолётов с улучшенными характеристиками. В 2004 году капитан ВВС Хейг с отличием окончил курсы инженеров лётных испытаний в школе лётчиков-испытателей ВВС США на авиабазе «Эдвардс» (штат Калифорния), после чего проходил службу в 416-й лётно-испытательной эскадрилье, где принимал участие в испытаниях самолётов F-16, F-15 и T-38. В конце 2004 года был командирован на пять месяцев в Ирак, где выполнял авиаразведку в рамках военной операции «Иракская свобода». Совершил 139 боевых вылетов и обнаружил 45 взрывных устройств. С 2006 года Хейг на факультете астронавтики в Академии ВВС США вёл курс по вводной астронавтике, линейному анализу систем управления, а также обучал слушателей погружению с аквалангом.
В 2009 году майор Хейг был выбран для программы углублённого обучения в области национальной безопасности, и направлен в группу советников при Сенате США, консультирующих законодателей по вопросам национальной обороны и внешней политики. Позднее служил в Пентагоне в качестве представителя Центрального командования ВС США при Конгрессе по вопросам бюджета. В 2012 году подполковник Хейг назначен в Объединённую организацию по борьбе с импровизированными взрывными устройствами в городе Кристал-Сити (штат Вирджиния) на должность заместителя начальника подразделения исследований и разработок.
В 2016 году Хейгу присвоено звание полковник.
В 2019 году перешёл в Пентагон на должность директора по тестированию и оценке Космических сил США, занимался контролем персонала, инфраструктуры и операций. В декабре 2020 года Хейг добровольно перешёл из ВВС на службу в Космические силы США с сохранением звания.

## Космическая подготовка
С 2011 по 2013 года участвовал в отборе астронавтов 21-го набора НАСА. В июне 2013 года он и ещё семь кандидатов успешно прошли отбор и приступили к базовым тренировкам. К июню 2015 года Хейг окончил подготовку к предстоящему полёту, обучение включало научные и технические брифинги, знакомство с системами Международной космической станции, отработку выходов в открытый космос и обучение выживанию на воде и в дикой природе. Лётную подготовку проходил на двухместном сверхзвуковом учебном реактивном самолёте Нортроп T-38 «Тэлон». В июле 2015 года Хейг работал в отделении операций МКС, занимался планированием ресурсов и операциями.
Первым из своего класса получил назначение в космический полёт. В июле 2017 года на базе 179-го спасательного центра МЧС в городе Ногинске в составе условного экипажа Алексея Овчинина и Ричарда Арнольда прошёл тренировки выживанию после посадки корабля. Межведомственная комиссия 30 ноября 2017 год утвердила экипажи МКС на 2018 год. Хейг занял место бортинженера в дублирующем экипаже ТПК «Союз МС-08» и место бортинженера основного экипажа ТПК «Союз МС-10». Союз МС-08 был в космосе с 21 марта 2018 г. по 4 октября 2018 г., летел основной назначенный экипаж.
23 января 2018 года медицинской комиссией признан годным к космическому полёту по состоянию здоровья. 20 февраля 2018 года в Центре подготовки космонавтов имени Юрия Гагарина вместе с Алексеем Овчининым сдал комплексную зачётную тренировку на тренажёре ТПК «Союз МС», а 21 февраля 2018 года — экзаменационную тренировку на Российском сегменте МКС.
В августе 2022 года получил назначение в качестве техника по эксплуатации в программе Boeing CST-100 (Starliner) Управления программ коммерческих экипажей.
В феврале 2024 года включен в команду SpaceX Crew-9, с плановым стартом не ранее августа 2024 года.
В апреле 2024 года в составе экипажа миссии Crew-9 участвовал в тренировках в Центре подготовки космонавтов имени Ю. А. Гагарина на российском сегменте станции, а в мае в штаб-квартире SpaceX в Хоторне.

## Полёты

### Первый полёт и авария

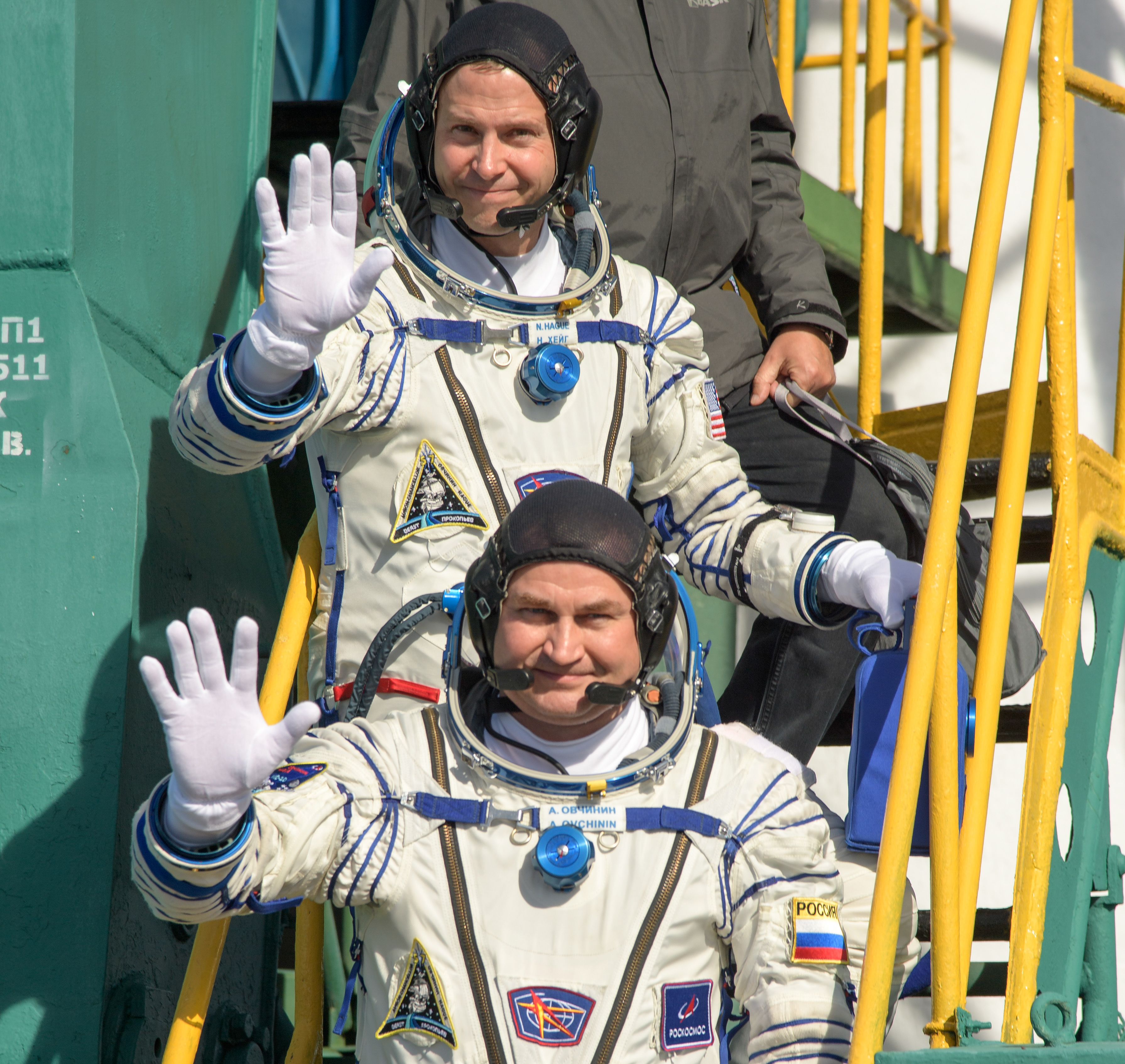
Экипаж ТПК «Союз МС-10» перед стартом 11 октября 2018

11 октября 2018 года в 11:40:15 (мск) отправился в полёт с космодрома Байконур на МКС в качестве бортинженера ТПК «Союз МС-10», командир Алексей Овчинин. На 119-й секунде полёта при отделении боковых блоков первой ступени от центрального блока второй ступени произошло аварийное отключение двигателей последней. Система аварийного спасения корабля «Союз-МС» отработала штатно. Сработал аварийный маяк, корабль разделился на отсеки и выпустил парашют. Члены экипажа космонавт Алексей Овчинин и астронавт Ник Хейг совершили экстренную посадку в Карагандинской области Казахстана и вышли на связь. Командир экипажа отметил, что во время аварийного спуска Ник действовал грамотно, хладнокровно, выполнял контроль расстояния до Земли в условиях перегрузок и вел радиообмен с наземными службами.
По результатам полёта Ник получил уникальный Значок астронавта. Астронавтам, прошедшим подготовку полагается серебряный значок, а летавшим — золотой. Так как полёт прошёл выше принятой в США высоты (80 км) но ниже высоты, определенной ФАИ (100 км), Нику вручили значок из олова, отметив его как единственного американца, выжившего при аварийном пуске ракеты. Золотой значок астронавт получил после возвращения с экспедиции МКС-60.

### Второй полёт

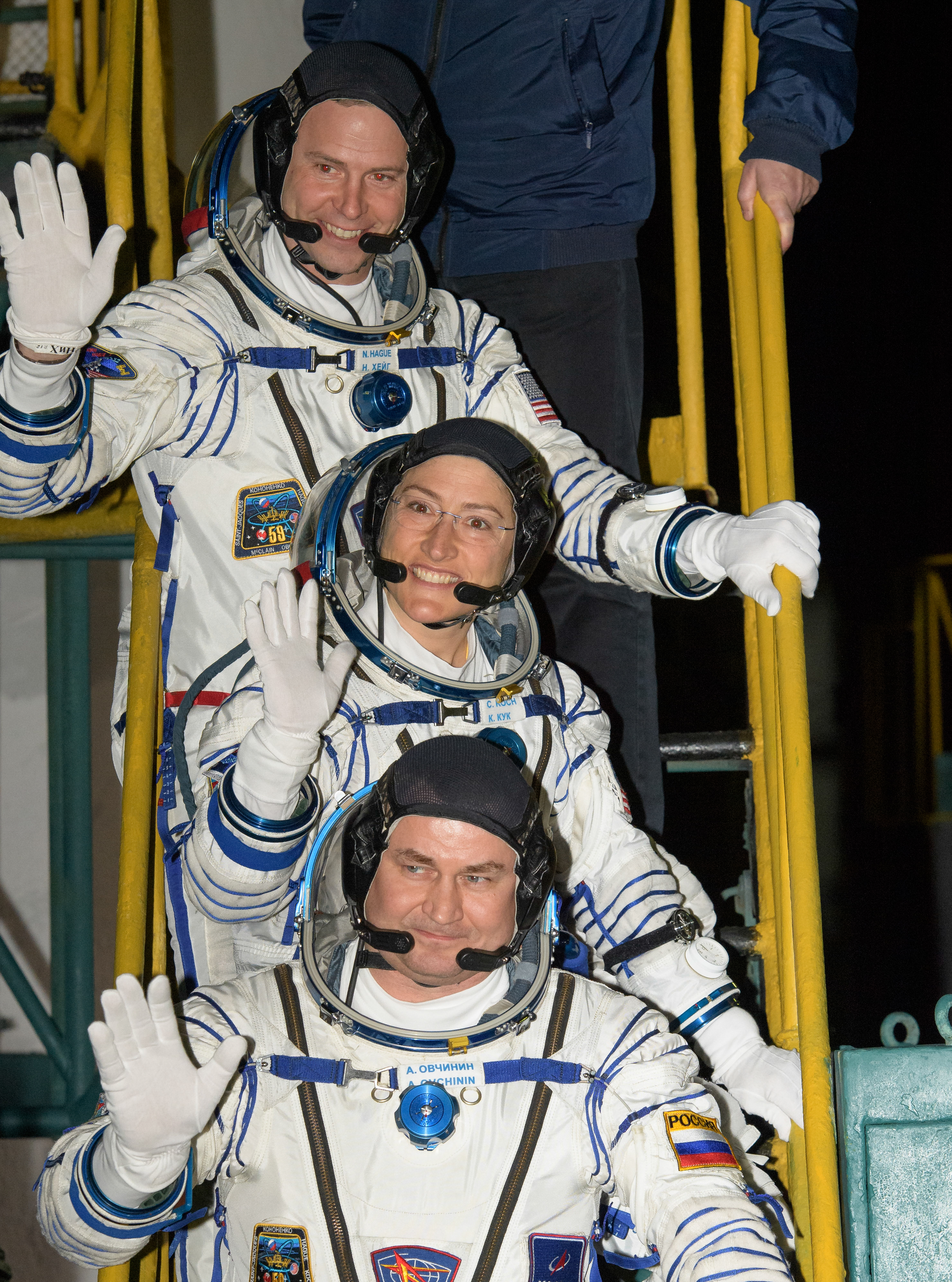
Экипаж ТПК «Союз МС-12» перед стартом (14 марта 2019)

14 марта 2019 года в 22:14 (мск) вместе с космонавтом Алексеем Овчининым и астронавтом Кристиной Кук стартовал с космодрома Байконур на ТПК «Союз МС-12». 15 марта 2019 года в 04:02 мск корабль пристыковался к стыковочному узлу малого исследовательского модуля «Рассвет» российского сегмента МКС, в 06:10 мск экипаж перешёл на борт МКС.
Во время полета вместе с другими членами экипажа провел или участвовал в сотнях экспериментов в области биологии, биотехнологии, физических наук и наук о Земле, включая исследования устройств, имитирующих структуру и функции человеческих органов, свободно летающих роботов и прибора для измерения распределения углекислого газа на Земле.
22 марта 2019 года Хейг и астронавт Энн Макклейн совершили выход в открытый космос для проведения работ на внешней поверхности МКС. Астронавты установили адаптерные панели на электрощите и подключили к ним три новых аккумулятора на опорном сегменте P4 фермы МКС, к которой крепятся солнечные панели. Выход в открытый космос продолжался более 6 часов.
29 марта 2019 года Хейг и астронавт Кристина Кук совершили выход в открытый космос для проведения работ на внешней поверхности МКС. Они продолжили работы, начатые 22 марта в ходе предыдущего выхода в открытый космос с борта МКС, и провели замену трёх никель-водородных батарей на литий-ионные, а также провели подготовительные работы для следующего выхода астронавтов в открытый космос. Выход в открытый космос продолжался 6,5 часов.
21 августа 2019 года Хейг и астронавт Эндрю Морган совершили выход в открытый космос для выполнения операций подключения кабелей энергопитания и связи к установленному на стыковочный модуль IDA-3 переходнику PMA-3. Модуль был установлен механической рукой Канадарм2 на своё штатное место, за несколько часов до выхода астронавтов в открытый космос.
3 октября 2019 года в 14:00 мск спускаемый аппарат космического корабля «Союз МС-12» с тремя членами экипажа: космонавтом Алексеем Овчининым, астронавтом Ником Хейгом и участником космического полёта из Объединённых Арабских Эмиратов Хазаа аль-Мансури, совершил посадку в казахстанской степи в 147 км юго-восточнее города Жезказган.

### Третий полёт

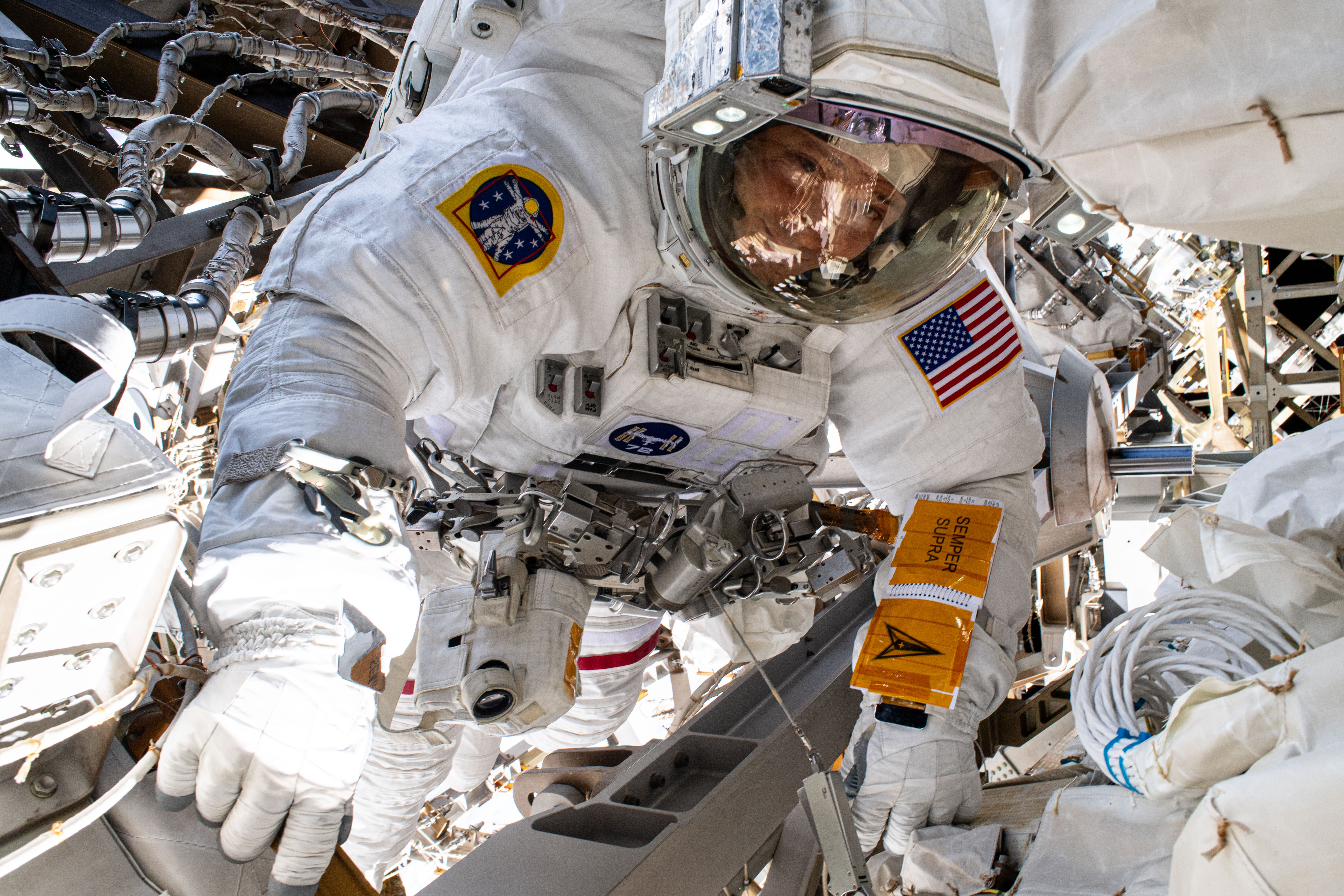
Хейг во время выхода в открытый космос в ходе 72 экспедиции

28 сентября 2024 года в 20:17:21 по московскому времени стартовал в качестве командира миссии SpaceX Crew-9 и участника экспедиции МКС-72 вместе с космонавтом Роскосмоса Александром Горбуновым на американском многоразовом космическом корабле Crew Dragon компании SpaceX к Международной космической станции. Запуск корабля Dragon осуществлён c помощью тяжелой ракеты-носителя Falcon 9 Block 5 со стартового комплекса площадки SLC-40 Базы Космических сил США на мысе Канаверал в штате Флорида. 30 сентября в 00:31 мск корабль Crew Dragon пристыковался к узловому модулю «Гармония» американского сегмента МКС.
18 марта 2025 года в 23:57:07 UTC  капсула корабля Crew Dragon миссии Crew-9  с Ником Хейгом и Александром Горбуновым, а также с двумя задержавшимися на МКС из-за аварийного корабля CST-100 Starliner астронавтами НАСА  Сунитой Уильямс и  Барри Уилмором благополучно вернулась на Землю после 17-часового полета с МКС.
Статистика
| # | Стартовый корабль             | Старт, UTC        | Экспедиция            | Корабль посадки             | Посадка, UTC            | Налёт                       | Выходы в открытый космос | Время в открытом космосе |
| - | ----------------------------- | ----------------- | --------------------- | --------------------------- | ----------------------- | --------------------------- | ------------------------ | ------------------------ |
| 1 | Союз МС-10                    | 11.10.2018, 08:40 | Союз МС-10, МКС-57/58 | Союз МС-10 (аварийный пуск) | 11.10.2018, 08:59       | 00 суток 00 часов 19 минут  | 0                        | 0                        |
| 2 | Союз МС-12                    | 14.03.2019, 19:14 | Союз МС-12, МКС-59/60 | Союз МС-12                  | 03.10.2019, 10:59       | 202 суток 15 часов 45 минут | 3                        | 19 часов 56 минут        |
| 3 | Dragon Freedom, SpaceX Crew-9 | 28.09.2024, 17:17 | SpaceX Crew-9, МКС-72 | Dragon SpaceX Crew-9        | 18.03.2025 23:57:07 UTC | 171 суток 06 часов 39 минут | 1                        | 6                        |
|   |                               |                   |                       |                             |                         | 373 суток 22 часа 43 минуты | 4                        | 25 часов 56 минут        |

## Семья, увлечения

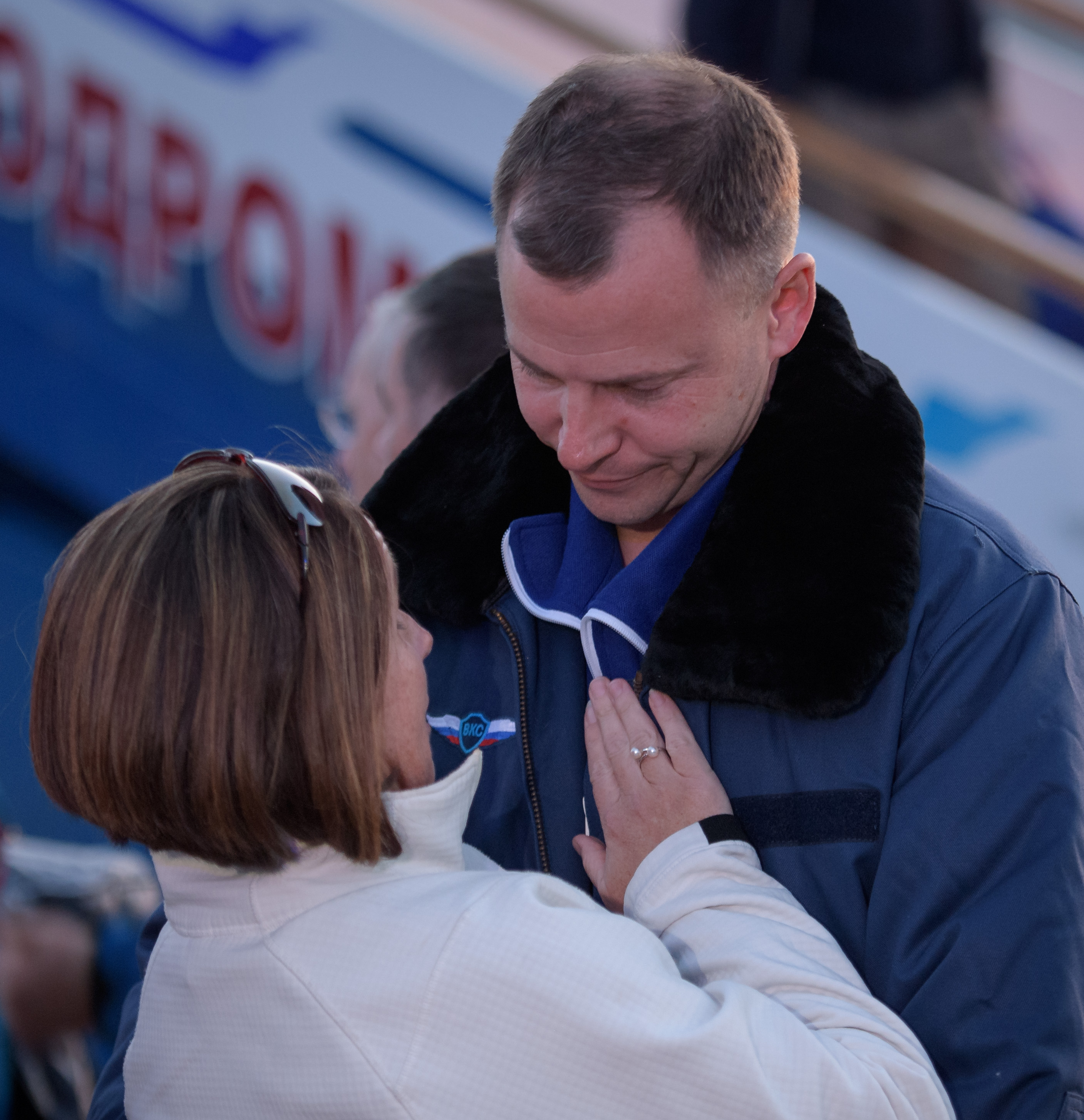
Тайлер и Кейти в аэропорту Крайний после аварийной посадки Союз МС-10

Состоит в браке с подполковником ВВС Кейти Хейг, с которой познакомился в Академии ВВС США в 1996 году. В семье два сына.
Ник увлекается спортом, зимой ходит на лыжах, а летом плавает с аквалангом. Радиолюбитель с позывным KG5TMV.

## Награды

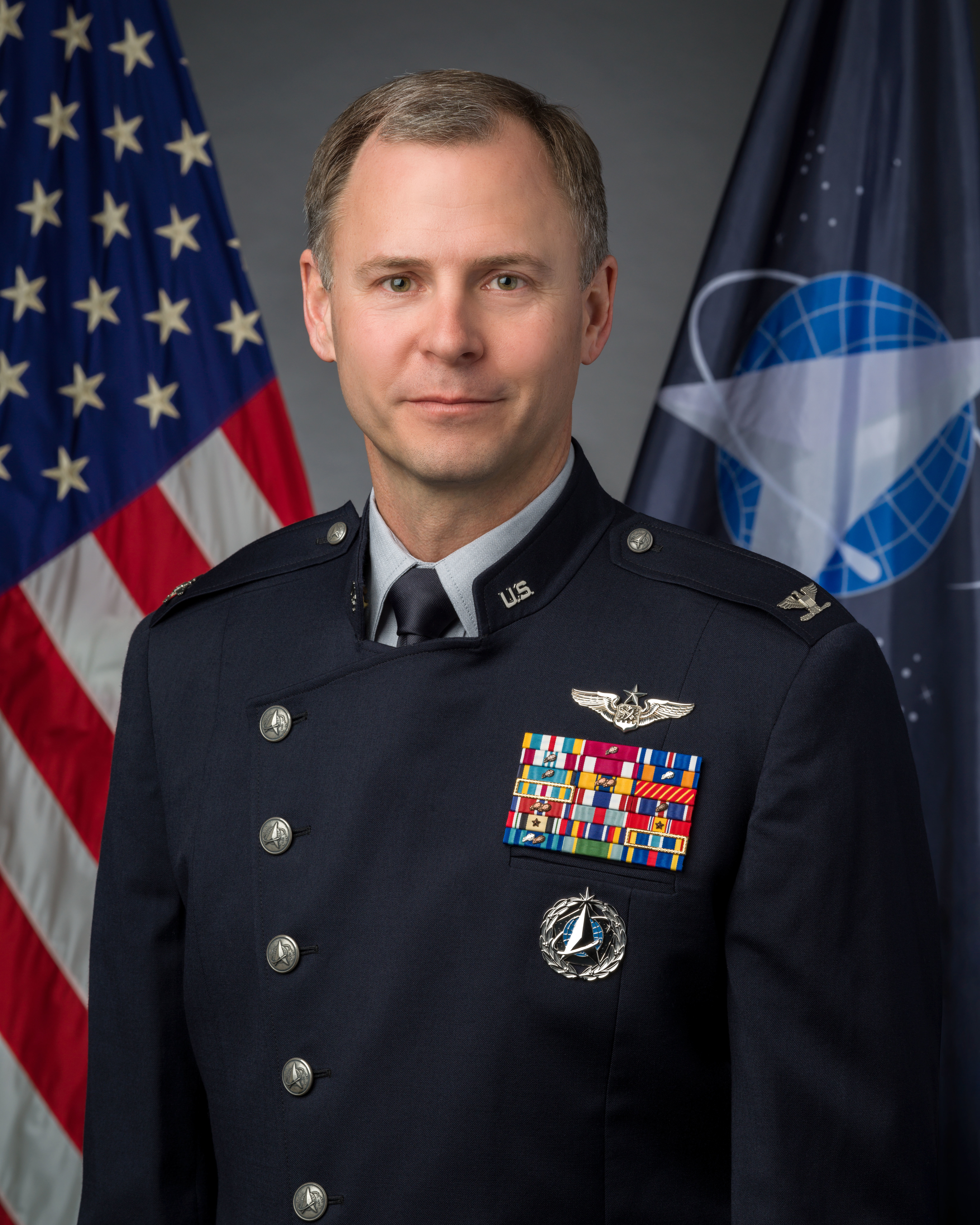
Полковник Хейг в мундире Космических сил США

За свою службу в Военно-Воздушных Силах США и НАСА Ник Хейг получил следующие награды:
- Медаль «За похвальную службу» (дважды)
- Медаль военно-воздушных сил (шестикратно)
- Медаль «За отличную службу»
- Крест лётных заслуг (США)
- Авиационная медаль «За достижения»[англ.] (дважды)
- Похвальная медаль ВВС (дважды)
- Медаль «За боевые действия» ВВС США[англ.]
- Медаль «За космический полёт»
- Медаль «За выдающуюся службу» (НАСА)
- Медаль «За исключительную храбрость» (НАСА)

Кроме того, 4 октября 2019 года Указом Президента Российской Федерации «за мужество и высокий профессионализм, проявленные при исполнении служебного долга в условиях, сопряжённых с повышенным риском для жизни при возникновении нештатной ситуации на космодроме Байконур» он был награждён орденом Мужества.